# Jonathan H. Wallace
Jonathan Hasson Wallace (* 31. Oktober 1824 in St. Clair Township, Ohio; † 28. Oktober 1892 in Lisbon, Ohio) war ein US-amerikanischer Politiker der Demokratischen Partei. Vom 27. Mai 1884 bis zum 3. März 1885 war er Mitglied des Repräsentantenhauses der Vereinigten Staaten für den 18. Kongressdistrikt des Bundesstaates Ohio.

## Biografie
Wallace wurde in St. Clair Township geboren, dort wuchs er auch auf. Er studierte Jura am Washington & Jefferson College in Washington. Anschließend war er als Rechtsanwalt in der Kanzlei von Benjamin Stanton tätig. Nicht klar ist, ob er tatsächlich zwischen 1851 und 1853 Staatsanwalt im Columbiana County war. Allerdings gehen die vorliegenden Quellen (siehe Weblinks) davon aus. 
In einer Special election wurde Wallace 1884 zum Nachfolger von William McKinley gewählt. Bei der Wiederwahl im November 1884 trat er zur Wahl an und verlor gegen den Republikaner Isaac H. Taylor. 
Am 5. März 1885 ernannte ihn der Gouverneur von Ohio, George Hoadly, zum Richter im Dienst des Staates Ohio für ein Jahr. Daraufhin war er wieder als Rechtsanwalt tätig.
1892 starb er in Lisbon. Er wurde dort auf dem Lisbon Cemetery beigesetzt. Wallace war seit 1848 mit Elizabeth L. McCook verheiratet, beide hatten 4 Kinder. 